# Rue des Novars
La rue des Novars (en occitan : carrièra dels Navars) est une voie de Toulouse, chef-lieu de la région Occitanie, dans le Midi de la France.

## Situation et accès

### Description
La rue des Novars est une voie publique. Elle se trouve au cœur du quartier Saint-Cyprien.
Relativement rectiligne, large de seulement 6 mètres et longue de 134 mètres, elle est orientée au nord-ouest. Elle naît presque dans le prolongement de la rue Ferrières, au niveau de la place du Professeur-Pierre-François-Combes qui se forme au carrefour de la rue Antoine-Bourdelle et de la rue Cujette. Elle donne naissance successivement à la rue Quilméry et à la rue Arnaud-Baric, puis reçoit la rue du Crucifix. Elle se termine en débouchant sur la place Bernard-Lange.
La chaussée compte une seule voie de circulation automobile en sens unique, de la place Lange vers la place du Professeur-Pierre-François-Combes. Elle est définie comme une zone de rencontre et la vitesse est limitée à 20 km/h. Il n'existe ni bande, ni piste cyclable, quoiqu'elle soit à double-sens cyclable.

### Voies rencontrées
La rue des Novars rencontre les voies suivantes, dans l'ordre des numéros croissants (« g » indique que la rue se situe à gauche, « d » à droite) :
1. Rue Antoine-Bourdelle (g)
2. Rue Cujette (d)
3. Place du Professeur-Pierre-François-Combes
4. Rue Quilméry (g)
5. Rue Arnaud-Baric (g)
6. Rue du Crucifix (d)
7. Place Bernard-Lange

### Transports
La rue des Novars n'est pas directement desservie par les transports en commun Tisséo. Elle est cependant proche de la rue de la République, parcourue par la navette Ville, et de la place Intérieure-Saint-Cyprien, où débouche la station Saint-Cyprien – République, sur la ligne de métro , et des allées Charles-de-Fitte, où se trouvent les arrêts des lignes de Linéo L14 et de bus 134566.
Il existe plusieurs stations de vélos en libre-service VélôToulouse à proximité de la rue des Novars : les stations no 77 (2 place Intérieure-Saint-Cyprien), no 78 (14 place Intérieure-Saint-Cyprien) et no 79 (1 place Bernard-Lange).

## Odonymie
L'origine du nom de la rue des Novars n'est pas claire. Elle apparaît, dans les textes les plus anciens aux XVe et XVIe siècles, sous le nom de rues des Navars (carriera dels Navars en occitan médiéval, 1458). Au XVIIe siècle, le nom se transforme et devient Navarre. Il se conserve sous cette forme jusqu'en 1860, date à laquelle il prend sa forme actuelle. Pierre Salies rappelle les différentes hypothèses possibles : la présence près du fleuve de nombreux bateliers (navièr, « navier » ou « batelier » en occitan) ou de travailleurs navarrais (navarrés, « navarrais » en occitan).
En 1794, pendant la Révolution française, on lui attribua le nom de rue la Modération, mais il ne fut pas conservé.

## Patrimoine et lieux d'intérêt

### Casal Català
Le Casal Català de Toulouse est une association de promotion de la langue et de la culture catalanes. Elle est fondée en 1944 par un groupe de réfugiés catalans. Elle possède alors des objectifs culturels, organisant des cours de théâtre, des chorales, des conférences et des expositions, mais elle se donne aussi un rôle politique, dans la contestation de la dictature franquiste et particulièrement dans la dénonciation des persécutions que subissent les Catalans. Il est présidé entre et 2001 par Joan Claret (1932-2001), professeur à l'université du Mirail.

### Maisons et immeubles
- no  11 : immeuble (deuxième moitié du XIXe siècle)[5].
- no  14 : maison (XVIIIe siècle)[6].
- no  16 : maison (XVIIIe siècle)[7].
- no  18 : maison (XVIIIe siècle)[8].
- no  26 : maison (deuxième moitié du XIXe siècle)[9].
- no  28 : immeuble (fin du XVIIIe siècle)[10].

## Personnalité
- Jacques Roudil (ca) (1833-1906) : né au domicile de ses parents (ancien no 6), Jacques Roudil entra au conservatoire de Toulouse, puis au conservatoire de Paris, où il remporta plusieurs prix. Il eut une carrière d'artiste lyrique en France et en Europe. Il fut directeur du Grand Théâtre de Marseille entre 1886 et 1888[11].